# Sertularia bilateralis
Sertularia bilateralis är en nässeldjursart som först beskrevs av Brooks 1880.  Sertularia bilateralis ingår i släktet Sertularia och familjen Sertulariidae. Inga underarter finns listade i Catalogue of Life.